# Beneš-Mráz Be-50 Beta-Minor
Beneš-Mráz Be-50 Beta-Minor là một loại máy bay hạng nhẹ sản xuất ở Tiệp Khắc ngay trước Chiến tranh thế giới II.

## Biến thể
- Be-50 Beta-Minor
- Be-51 Beta-Minor
- Be-52 Beta-Major

## Quốc gia sử dụng
Independent State of Croatia
- Không quân Nhà nước Độc lập Croatia

 Germany
- Luftwaffe

 Slovakia
- Không quân Slovak (1939-1945)

## Tính năng kỹ chiến thuật (Be-51 Beta-Minor)
Dữ liệu lấy từ 
Đặc tính tổng quan
- Kíp lái: 2
- Chiều dài: 7,76 m (25 ft 6 in)
- Sải cánh: 11,44 m (37 ft 6 in)
- Chiều cao: 2,05 m (6 ft 9 in)
- Diện tích cánh: 15,3 m2 (165 foot vuông)
- Trọng lượng rỗng: 480 kg (1.058 lb)
- Trọng lượng cất cánh tối đa: 760 kg (1.676 lb)
- Động cơ: 1 × Walter Minor , 71 kW (95 hp)
- Cánh quạt: 2-lá

Hiệu suất bay
- Vận tốc cực đại: 205 km/h (127 mph; 111 kn)
- Vận tốc hành trình: 180 km/h (112 mph; 97 kn)
- Tầm bay: 800 km (497 mi; 432 nmi)
- Trần bay: 5.000 m (16.404 ft)
- Thời gian lên độ cao: 1.000 m (3.300 ft) trong 6 phút